# UFC on FX 5
UFC on FX 5: Browne vs. Bigfoot（ユーエフシー・オン・エフエックス・ファイブ：ブラウン・バーサス・ビッグフット）は、アメリカ合衆国の総合格闘技団体「UFC」の大会の一つ。2012年10月5日、ミネソタ州ミネアポリスのターゲット・センターで開催された。

## 大会概要
本大会ではトラヴィス・ブラウンとアントニオ・シウバによるヘビー級ワンマッチが組まれた。

### カード変更
負傷などによるカードの変更は以下の通り。
- ルイス・ゴーディノ → フィル・ハリス（第1試合）

- マット・ミトリオン vs. ロブ・ブロートン → 中止

- デニス・ホールマン vs. チアゴ・タバレス → ホールマンの体重超過により中止

- ジェレミー・スティーブンス vs. イーブス・エドワーズ → スティーブンスの不祥事により中止

## 試合結果

### プレリミナリーカード
第1試合 フライ級ワンマッチ 5分3R
○  ダレン・ウエノヤマ vs.  フィル・ハリス ×
2R 3:38 リアネイキドチョーク
第2試合 フェザー級ワンマッチ 5分3R
○  ディエゴ・ヌネス vs.  バート・パラゼウスキー ×
3R終了 判定3-0（30-27、29-28、30-27）
第3試合 ライト級ワンマッチ 5分3R
○  ジェイコブ・ヴォルクマン vs.  シェーン・ローラー ×
1R 2:38 リアネイキドチョーク
第4試合 ライト級ワンマッチ 5分3R
○  マーカス・レヴェッサー vs.  カーロ・プラター ×
3R終了 判定2-1（29-28、28-29、29-28）
第5試合 ウェルター級ワンマッチ 5分3R
○  マイク・ピアース vs.  アーロン・シンプソン ×
2R 0:29 KO（スタンドパンチ連打）
第6試合 ライト級ワンマッチ 5分3R
○  マイケル・ジョンソン vs.  ダニー・カスティーリョ ×
2R 1:06 KO（左フック→パウンド）

### メインカード
第7試合 ウェルター級ワンマッチ 5分3R
○  ジャスティン・エドワーズ vs.  ジョシュ・ニアー ×
1R 0:45 TKO（ギロチンチョーク）
第8試合 フライ級王座挑戦者決定戦 5分3R
○  ジョン・ドッドソン vs.  ジュシー・フォルミーガ ×
2R 4:35 TKO（左フック→パウンド）
※ドッドソンが挑戦権獲得に成功。
第9試合 ウェルター級ワンマッチ 5分3R
○  ジェイク・エレンバーガー vs.  ジェイ・ヒエロン ×
3R終了 判定3-0（29-28、29-28、29-28）
第10試合 ヘビー級ワンマッチ 5分5R
○  アントニオ・シウバ vs.  トラヴィス・ブラウン ×
1R 3:27 TKO（右フック→パウンド）

### 各賞
ファイト・オブ・ザ・ナイト： ディエゴ・ヌネス vs. バート・パラゼウスキー
ノックアウト・オブ・ザ・ナイト： マイケル・ジョンソン
サブミッション・オブ・ザ・ナイト： ジャスティン・エドワーズ
各選手にはボーナスとして40,000ドルが支給された。